# Rhacopilopsis chlorizans
Rhacopilopsis chlorizans là một loài Rêu trong họ Hypnaceae. Loài này được (Welw. & Duby) Cardot miêu tả khoa học đầu tiên năm 1913.